# تانا مونغو
تانا ماري مونغو (بالإنجليزية: Tana Mongeau) (ولدت في 24 يونيو 1998)، هي شخصية أمريكية على الإنترنت وموسيقية وعارضة أزياء.  وهي معروفة بفيديوهات «وقت القصة» ومقاطع الفيديو الكوميدية المماثلة على قناتها في اليوتيوب

## النشأة
ولدت مونغو في 24 يونيو 1998 في لاس فيجاس، نيفادا، حيث نشأت أيضًا هناك.

## الحياة الشخصية
بدأت بمواعدة اليوتيوبر جيك بول، أعلنت في 24 يونيو 2019 أنها وبول مخطوبان، تزوج الثنائي في وقت لاحق في 28 يوليو 2019 في حفل في لاس فيغاس، في وقت لاحق اعترفت بأن زفافها من جيك بول لم يكن قانونيًا، لكنها تحب بول بصدق، على الرغم من أنها غيرت لفترة وجيزة أسماء عرض اليوتيوب و تويتر إلى تانا بول، إلا أن اسمها القانوني لا يزال تانا مونغو، ومع ذلك اعتبارًا من يناير 2020، غيرت اسمها الأخير إلى من تانا بول إلى اسمها القانوني الرسمي تانا مونغو على جميع حساباتها في التواصل الاجتماعي، قبل هذه العلاقات، كانت تواعد مغني الراب ليل زان.